# Pludual
Pludual település Franciaországban, Côtes-d’Armor megyében. Lakosainak száma 737 fő (2022. január 1.). Pludual Lannebert, Pléguien, Pléhédel, Plouha és Tréméven községekkel határos.

## Népesség
A település népességének változása:
| Lakosok száma | 647  | 473  | 429  | 623  | 749  | 738  | 729  | 715  | 723  | 737  |
|               | 1968 | 1982 | 1990 | 2006 | 2013 | 2015 | 2017 | 2019 | 2020 | 2022 |